# مشروع دوبل
مشروع دوبل (بالإنجليزية: DOPL project)‏ هو مشروع تطوير محاضرات العملي للبرمجة أو (بالإنجليزية: Develop of Programming Lecture)‏ هو مشروع طلابي لمساعدة زملائهم الطلاب .

## الفكرة
قامت الفكرة عندما دعا الدكتور عمار الجر (دكتور الحاسبات في جامعة حلب) طلابه لإنشاء مشروع .
و قد تبنى هذه الفكرة مجموعة من طلاب الإلكترون في نفس الجامعة (جامعة حلب) .
ونرجو أن تستمر هذه الفكرة و أن يتم تطويرها من قبل الطلاب في السنوات القادمة
و تكون الفكرة بإنشاء عروض فيديو فلاشية تشرح للطلاب بشكل عملي عن الموضوعات المدروسة في مخبر البرمجة ، مما يساعد الطلاب على فهم المادة بشكل أفضل .
وهو بديل مثالي لمن غاب عن إحدى الحصص .

## فريق العمل
قام بالعمل فريق ال DOPL وهم طلاب السنة الأولى في كلية الهندسة الكهربائية قسم الكترونيات
و تركوا المجال لأي شخص ليكمل بعدهم هذا المشروع المتكامل ، فهي نواة تتضخم لتكون مشروعا جبارا بعد سنسن بإذن الله .
وكان واضعوا اللبنة الأولى للمشروع بالإضافة للدكتور عمار الجر كل من الدارسين :
- Aleppo Force
- محمد باكير
- س . ق
- أبو طلال
- أبو عبدو
- داي الشجاع

و كان المشرف الأساسي على المشروع الدكتور / عمار الجر .

## طريقة العمل
كان العمل على برنامج BB Flash Back Pro بعد اتفاق أعضاء الفريق عليه ، و كان مصدر المعلومات هو المذكرات (notes) المعتمدتدريسها في مخبر البرمجة (1) في جامعة حلب
و استغرق العمل ما يقارب الأسبوعين و هو برنامج مفتوح لا ينتهي به العمل ، حيث نتوقع أن يستلمها طلاب الأعوام القادمة .

## الأهداف
يهدف المشروع إلى
- التكامل بين الطلاب.
- تبسيط المنهج في المٌختبرات ما أمكن ذلك.
- وصل الطلاب بالطلاب الأصغر منهم.
- التطور في طٌرق التعليم و استغلال التقنيات الحديثة .